# Vampire humaniste cherche suicidaire consentant
Vampire humaniste cherche suicidaire consentant (Canadá, 2023) es una película canadiense de drama y comedia coescrita y dirigida por Ariane Louis-Seize y protagonizada por Sara Montpetit en el papel de Sasha, una vampiresa adolescente que se hace amiga de Paul (Félix-Antoine Bénard), un joven con tendencias suicidas. Estrenada en el Festival Internacional de Cine de Venecia de 2023, contó con la participación de Steve Laplante, Sophie Cadieux, Noémie O'Farrell y Marie Brassard en papeles secundarios.

## Sinopsis
Sasha es una vampira adolescente que se debate entre la moralidad de matar a la gente por su sangre; sin embargo, después de que sus padres le cortan el suministro de sangre, hace un pacto con Paul, un chico depresivo y suicida, con la condición de que ella debe pasar la noche ayudándole a terminar las cosas que aún quiere hacer antes de morir.

## Reparto
- Sara Montpetit es Sasha
- Félix-Antoine Bénard es Paul
- Steve Laplante es el padre de Sasha
- Sophie Cadieux es la madre de Sasha
- Noémie O'Farrell es Denise, primera de Sasha
- Marie Brassard es Victorine, tía de Sasha
- Arnaud Vachon es Henry
- Madeleine Péloquin es Sandrine
- Gabriel-Antoine Roy es JP
- Isabella Villalba es Mélisse Bessette
- Patrick Hivon es el entrenador Goyette
- Marc Beaupré es Rico
- Micheline Bernard es la directora Gauvin
- Sylvie Lemay es Renaude
- Ariane Castellanos es Claudie
- Lilas-Rose Cantin es una joven Sasha
- Valence Laroche es una joven Denise

## Producción y estreno
El filme se rodó en otoño de 2022 en Montreal y tuvo su estreno oficial en la octogésima edición del Festival Internacional de Cine de Venecia el 3 de septiembre de 2023. La película se estrenó en Canadá en el programa Centrepiece del Festival Internacional de Cine de Toronto de 2023 y recibió una proyección de gala en el Festival Internacional de Cine Cinéfest Sudbury el mismo año. También se proyectó en la sección Noves Visions del 56º Festival de Sitges.

## Recepción
En Rotten Tomatoes, el 87% de las 52 reseñas son positivas, con una puntuación media de 6,9/10. Nikki Baughan de Screen Daily afirmó que «Louis-Seize se apoya mucho en las influencias del cine de autor europeo para su producción en francés. Sasha, que de hecho tiene 68 años (aunque sigue siendo una adolescente en años humanos), se presenta como una especie de ingenua, con su larga melena oscura, su flequillo despuntado y sus ojos de cierva que le confieren tanto vulnerabilidad como un toque intrigante. Escucha vinilos, interpreta el teclado, es solitaria por naturaleza (y necesidad). Su conexión con Paul es inmediata y sorprendente, y la química entre ambos es auténtica».
La película se incluyó en la lista anual de las diez mejores películas de Canadá para 2023 del Festival Internacional de Cine de Toronto.